# Курбацкий
Курбацкий — хутор в муниципальном образование город-курорт Анапа Краснодарского края. Входит в состав Анапского сельского округа.

## Население
| 2002 | 2010 |
| ---- | ---- |
| 173  | ↗187 |